# Panneau d'obligation de tourner à droite ou à gauche en France
Le panneau de signalisation routière français circulaire à fond bleu, bordé d’un listel blanc et portant en son centre une flèche directionnelle blanche horizontale, signale à l’usager de la route qu’il doit tourner à droite ou à gauche avant le panneau. Ce panneau est codifié B21-1 (tourner à droite) ou B21-2 (tourner à gauche).

## Histoire
Ce signal apparaît pour la première fois en 1932, dans une brochure de la Commission de Signalisation intitulée Signalisation officielle. La France possédait alors sept panneaux de danger, douze signaux comportant des prescriptions absolues dont dix « interdictions » et deux « obligations » (sens obligatoire et arrêt à proximité d’un poste de douane), trois signaux « d'indications » et plusieurs types de signaux de « localités et d'orientations ».
Il est confirmé dans l'instruction générale de 1946. La flèche est orientée vers la droite et porte un empennage à l'arrière.
Il figure sous le code B21 dans le fascicule Nouvelle signalisation routière édité par le Ministère des Travaux Publics, des Transports et du Tourisme, annexé au code de la route de 1954. La flèche est alors orientée vers la gauche. L'empennage a disparu.
En 1977, les deux directions font l'objet de signaux différents. Le fléchage est à nouveau changé et simplifié, à l'instar de nombreux autres panneaux. Ainsi les arêtes du corps de la flèche sont désormais parallèles. Ce modèle est toujours en vigueur.

## Usage

### Signalisation des carrefours
Lorsqu'à un carrefour certaines voies sont interdites, soit par suite de l'existence d'un sens unique ou d'une zone piétonnière, soit parce que certains mouvements ne sont pas autorisés, le fait peut être signalé, soit par le marquage au sol, soit par des panneaux d'interdiction, soit par des panneaux d'obligation.
Les panneaux B21-1 et B21-2 signalent une obligation d'emprunter la voie sur laquelle ils sont placés. Ils ne peuvent donc pas être employés si l'usager a le droit de suivre plus d'un itinéraire au carrefour.

### Signalisation des obstacles sur la chaussée
Certains obstacles peuvent être contournés par la droite ou par la gauche. Cette disposition est à éviter toutes les fois que cela est possible. Quand elle est imposée par la disposition des lieux (pile de pont par exemple), on ne saurait disposer, à la tête de l'obstacle, un panneau B21-1 et un B21-2 (ou un B21a1 et un B21a2). Ces panneaux imposant la direction à suivre, on ne peut en utiliser deux qui sont forcément contradictoires.
Si une signalisation est nécessaire, il sera mis en place un ou plusieurs des éléments suivants : balisage de l'obstacle, présignalisation par panneau de type D42a et marquage (marques sur chaussée).

## Caractéristiques
Il existe cinq gammes de dimensions de panneaux de prescription.

## Implantation

### Position
Les panneaux B21-1 et B21-2 sont des panneaux de position et sont donc à l’emplacement de l’endroit où doit se faire la manœuvre.

### Hauteur au-dessus du sol
En rase campagne, la hauteur règlementaire est fixée en principe à 1 m (si plusieurs panneaux sont placés sur le même support, cette hauteur est celle du panneau inférieur), hauteur assurant généralement la meilleure visibilité des panneaux frappés par les feux des véhicules. Elle peut être modifiée compte tenu des circonstances locales soit pour assurer une meilleure visibilité des panneaux, soit pour éviter qu'ils masquent la Circulation.
En agglomération, lorsqu’il y a un éclairage public, les panneaux peuvent être placés à une hauteur allant jusqu'à 2,30 m pour tenir compte notamment des véhicules qui peuvent les masquer, ainsi que de la nécessité de ne gêner qu'au minimum la circulation des piétons.

### Position de la face
Le plan de face avant d'un panneau implanté sur accotement ou trottoir doit être légèrement incliné de 3 à 5° vers l'extérieur de la route afin d'éviter le phénomène de réflexion spéculaire qui peut, de nuit, rendre le panneau illisible pendant quelques secondes.

## Visibilité de nuit
Les panneaux et panonceaux de signalisation doivent être visibles et garder le même aspect de nuit comme de jour. Les signaux de danger sont tous rétroréfléchissants ou éventuellement dans certaines conditions, éclairés.
Les revêtements rétroréfléchissants doivent avoir fait l'objet, soit d'une homologation, soit d'une autorisation d'emploi à titre expérimental. La rétroréflectorisation porte sur toute la surface des panneaux et panonceaux à l'exception des parties noires.

#### Arrêté du 24 novembre 1967 et Instruction Interministérielle sur la Signalisation Routière (versions actualisées)
- Arrêté du 24 novembre 1967 relatif à la signalisation des routes et autoroutes, 58 p. (lire en ligne)
- Instruction Interministérielle sur la Signalisation Routière 1re partie : Généralités, 58 p. (lire en ligne)
- Instruction Interministérielle sur la Signalisation Routière 4e partie : Signalisation de prescription, 45 p. (lire en ligne)

#### Histoire de la signalisation
- Marina Duhamel-Herz, Un demi-siècle de signalisation routière : naissance et évolution du panneau de signalisation routière en France, 1894-1946, Paris, Presses de l’École nationale des Ponts et Chaussées, décembre 1994, 151 p. (ISBN 2-85978-220-6)
- Marina Duhamel-Herz et Jacques Nouvier, La signalisation routière en France : de 1946 à nos jours, Paris, AMC Éditions, novembre 1998, 302 p. (ISBN 2-913220-01-0)